# Le Paradis (film, 2014)
Pour les articles homonymes, voir Paradis (homonymie).
Pour plus de détails, voir Fiche technique et Distribution.
Le Paradis est un documentaire français réalisé par Alain Cavalier, sorti en 2014.

## Synopsis
Au gré d'entretiens et de séquences intimes, Alain Cavalier raconte à sa façon le mythe de Job, le « sacrifice » d'Isaac, le voyage d'Ulysse ou encore la crucifixion de Jésus.

## Fiche technique
- Titre français : Le Paradis
- Réalisation : Alain Cavalier
- Scénario : Alain Cavalier
- Pays d'origine :  France
- Format : couleur - 35 mm
- Genre : documentaire
- Durée : 70 minutes
- Date de sortie : 8 octobre 2014